# Uganda politikai élete
Uganda egy prezidenciális köztársaság, amelyben az elnök (jelenleg:Yoweri Museveni) az állam vezetője, a kormány és a végrehajtó hatalom feje. Az országban többpártrendszer van.
A törvényhozói hatalommal a kormány és a kongresszus is rendelkezik. A rendszer a demokrácián alapszik. Minden állampolgár, aki betöltötte a 18. életévét választójoggal rendelkezik.

## Politikatörténelem

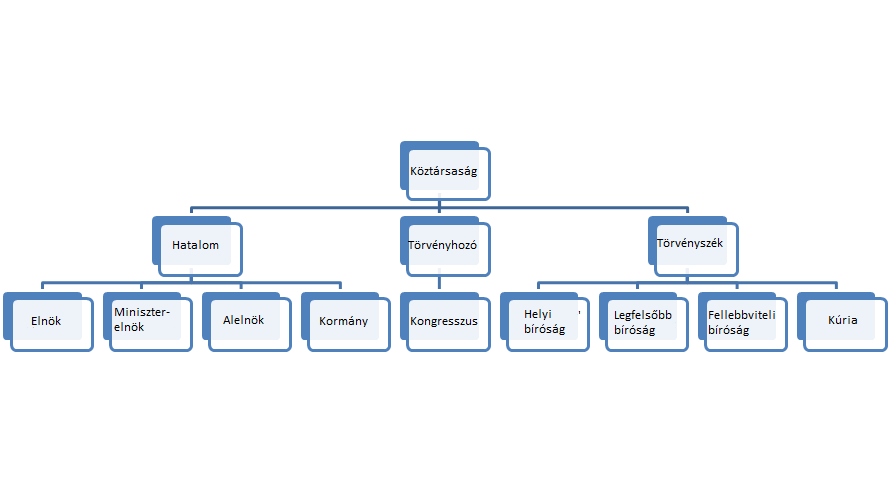
Uganda közigazgatásának felépítése

Egy intézkedés célja az volt, hogy a vallási harcokat csökkentsék az országban, így a pártok tevékenységeit korlátozták és vizsgálták 1986-tól. A Pártatlan Mozgalom rendszerét a jelenlegi elnök Yoweri Museveni indította el. A pártok tovább folytathatták működésüket, de nem kampányolhattak a választásokra vagy nem tarthattak gyűléseket. 2005-ben egy népszavazás szakította meg a 19 éves érdekes egypártrendszert.
A választásokat 2006 februárjában tartották. Ekkor Museveni lépéseket tett egy másik jelölt, Dr. Kizza Besigye ellen csalás vádjával. Ő ezeket visszautasította és a legfelsőbb bírósághoz fordult. A kúria pedig az elnöknek adott igazat. Így a választási végeredmény tisztának számított.

## Államvezetés
| \| Név \| Hivatal \| Párt \| Ciklus kezdete \| \| ---------------- \| -------------- \| ---------------------------- \| ------------------- \| \| Yoweri Museveni \| Elnök \| Nemzeti Ellenállási Mozgalom \| 1986 január 26. \| \| Ruhakana Rugunda \| Miniszterelnök \| Nemzeti Ellenállási Mozgalom \| 2014 szeptember 18. \| \| Edward Ssekandi \| Alelnök \| Nemzeti Ellenállási Mozgalom \| 2011 május 24. \| Az állam feje az elnök akit választással választanak meg az állampolgárok 5 évre. Ezt a posztot Yoweri Museveni tölti be 1986 óta, aki egyben az Ugandai Népi Védelmi Erő főparancsnoka is. A 2011-es elnökválasztáson a szavazatok 68% százalékát szerezte meg. A kormány tagjait is az elnök nevezi ki. A miniszterelnök jelenleg Ruhakuna Rugunda, aki segíti az elnököt abban, hogy felügyeli és vizsgálja a kabinetet. Az ugandai alkotmányt 1995 október 8.-án fogadta el az országgyűlés. Ennek az alkotmánynak az alapjai az Egyesült Királyság-féle jogon alapszik. Az ugandai bíróságok a kormány részeként működnek, politikai ideológiáktól függetlenül, és helyi- feljebbviteli- legfelsőbb bíróságból és kúriából áll. A legfelsőbb bíróság tagjait az elnök nevezi ki. A kisebb bíróságok bíráit a törvény által választják meg. - Ez a szócikk részben vagy egészben a Politics_of_Uganda című angol Wikipédia-szócikk fordításán alapul. Az eredeti cikk szerkesztőit annak laptörténete sorolja fel. Ez a jelzés csupán a megfogalmazás eredetét és a szerzői jogokat jelzi, nem szolgál a cikkben szereplő információk forrásmegjelöléseként. |                |                              |                     |
| Név | Hivatal        | Párt                         | Ciklus kezdete      |
| Yoweri Museveni | Elnök          | Nemzeti Ellenállási Mozgalom | 1986 január 26.     |
| Ruhakana Rugunda | Miniszterelnök | Nemzeti Ellenállási Mozgalom | 2014 szeptember 18. |
| Edward Ssekandi | Alelnök        | Nemzeti Ellenállási Mozgalom | 2011 május 24.      |